# نبرد غزنی
نبرد غزنی جنگی بود که در شهر غزنی در مرکز افغانستان به روز سه شنبه، ۲۳ ژوئیه ۱۸۳۹ هنگام جنگ اول افغان و انگلیس رخ داد.

## چکیده
در دهه ۱۸۳۰، انگلیسی‌ها به‌طور محکم در هند مستقر بودند اما در سال ۱۸۳۷ از گسترش حمله روسیه از طریق گردنه‌های خیبر و بولان به سمت مستعمره انگلیس، می‌ترسیدند. انگلیسی‌ها فرستاده‌ای به کابل فرستادند تا با دوست محمد، امیر افغانستان علیه روسیه ائتلاف کند. امیر طرفدار اتحاد بود اما خواهان کمک انگلیس در بازپس‌گیری پیشاور بود که سیک‌ها در سال ۱۸۳۴ آنرا تصرف کرده بودند اما انگلیسی‌ها از این امر خودداری کردند. دوست محمد سپس با روس‌ها که فرستاده‌ای نیز به کابل فرستاده بودند مذاکرات را آغاز کرد. این امر باعث شد تا فرماندار کل هند، لرد اوکلند به این نتیجه برسد که دوست محمد ضد انگلیسی است. وقتی انگلیس در سال ۱۸۳۸ مذاکرات بین افغانها و روس‌ها به شکست انجامید، ترس انگلیس از حمله روسیه به هند یک قدم بیشتر به واقعیت تبدیل شد. این امر منجر به حمله نظامیان ایرانی به همراه متحدان روسی آنها به شهر هرات در غرب افغانستان بود. روسیه که می‌خواست حضور خود را در آسیای جنوبی و مرکزی افزایش دهد، با فارس اتحاد نمود که با افغانستان اختلافات ارضی داشت. برنامه لرد اوکلند نشاندن یک حاکم طرفدار انگلیس در افغانستان بود. انگلیسی‌ها شاه شجاع درانی را به عنوان رهبر جدید افغانستان انتخاب کردند. وی حاکم سابق افغانستان بود و در جنگ‌های ناپلئونی علیه روسیه و فرانسه با انگلیس اتحاد استراتژیک بسته بود، اما از مقام خود برکنار شده و در لاهور در تبعید به سر می‌برد.

## آغاز حمله
انگلیس دو لشکر از ارتش بنگال خود به رهبری سر هری فین و یک نیروی دیگر از یک لشکر واحد را به رهبری سر جان کین از بمبئی جمع کرد که ارتش بمبئی با ۶۰۰۰ نفر، از طریق دریا و خشکی در نزدیکی رود سند حرکت می‌کرد قرار شد تا برای پیوستن به نیروهای فان به سمت افغانستان حرکت کند. قبل از آغاز حمله، خبرهایی مبنی بر ترک محاصره هرات توسط فارسها و روس‌ها به هند رسیده بود پس انگلیسی‌ها معتقد بودند که دیگر دلیلی برای حمله به افغانستان وجود ندارد اما لرد اوکلند سرسخت بود و تحت فشار قرار گرفته بود؛ بنابراین تعداد لشکریان از سه لشکر به دو لشکر کاهش یافت. سریعترین مسیر برای رسیدن به کابل از طریق پیشاور و گذرگاه خیبر انتخاب گردید. اما رانجیت سینگ حاکم پنجاب هرگز موافقت نمی‌کرد که چنین نیرویی عظیم از پنجاب عبور کند. پس مسیر حمله باید از طریق گردنه‌های جنوبی و با نزدیک شدن به کابل از طریق قندهار و غزنی انجام می‌شد؛ در نتیجه سفر سه برابر مسافت مستقیم اولیه بطول انجامید.
ارتش بنگال که اکنون حدود ۹ هزار و ۵۰۰ نفر بود، پس از تجمع در فروزپور، به سمت کویته حرکت کردند و در آنجا با ارتش بمبئی پیوستند، همچنان ۶۰۰۰ نفر به رهبری شجاع شاه درانی همراهی شان می‌کرد که در نتیجه همه‌شان ۲۰ هزار و ۵۰۰ نفر می‌شدند. رهبری این حمله بدست سِر جان کین بود.

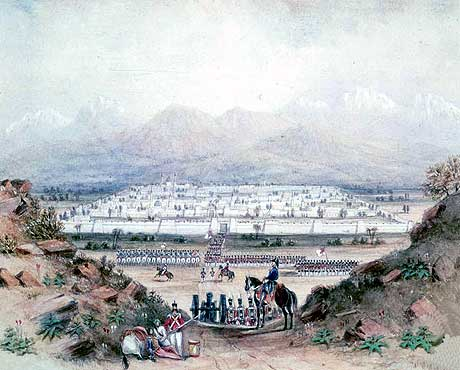
ارتش انگلیس در حال ورود به قندهار

نیروهای انگلیسی در در ۴ مه ۱۸۳۹ به قندهار رسیدند. رهبران محلی شهر به غرب افغانستان فرار کردند و شهر بدون کدام جنگی تصرف گردید. هدف بعدی ارتش، شهر غزنی بود زیرا فرماندهی مسیرهای تجاری و جاده‌های منتهی به کابل را تحت کنترل داشت. قبل از آنکه پیشروی نهایی به سمت کابل انجام شود، غزنی باید تصرف می‌شد.

## شهر غزنی

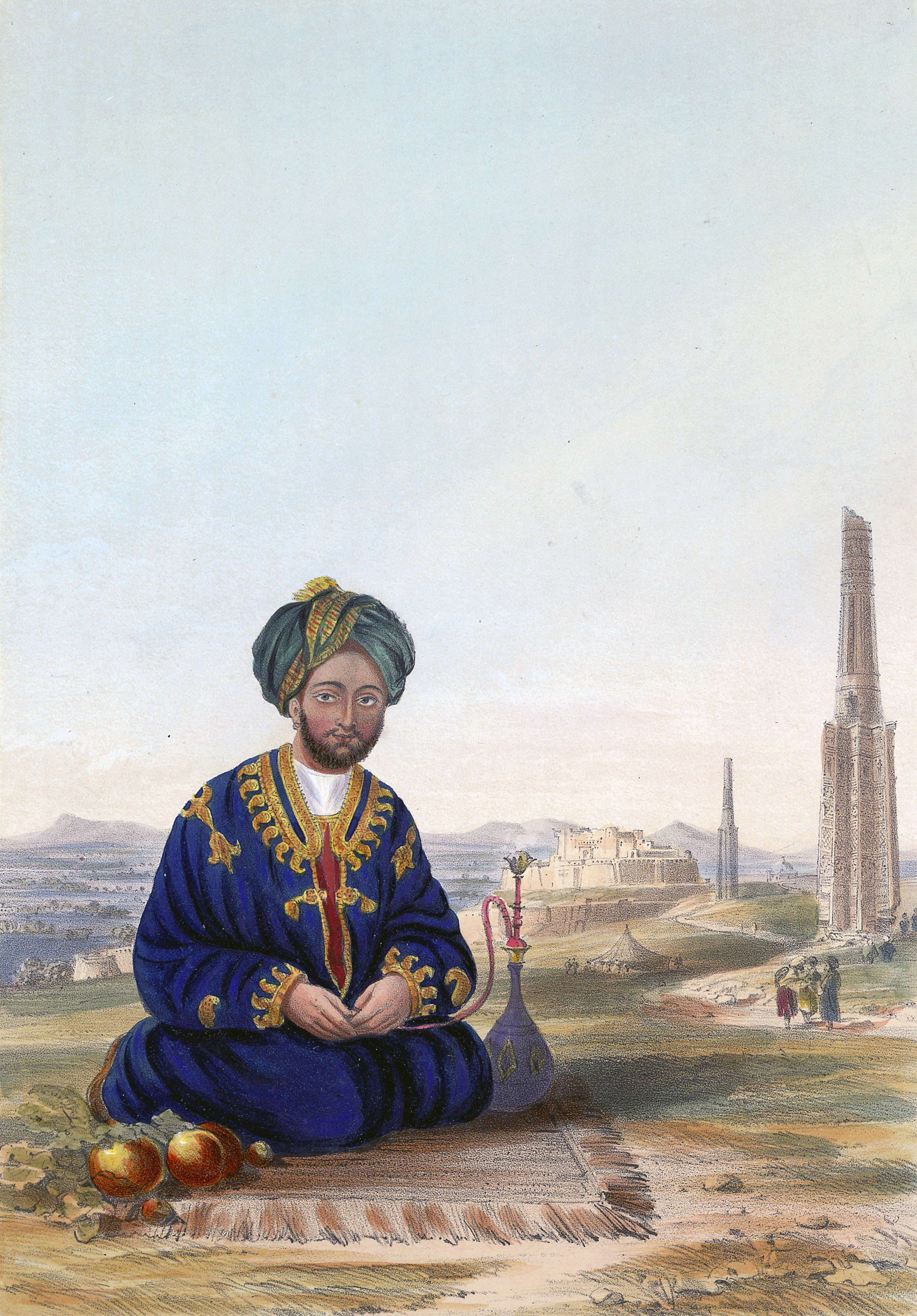
غلام حیدر خان فرزند دوست محمد خان و حکمران غزنی.

حکمران شهر غزنی حیدرخان پسر دوست محمد بود. کمبود شدید اسب باعث شده بود که تجهیزات محاصره ای انگلیس‌ها در قندهار باقی بماند. ارتش در ۲۱ ژوئیه ۱۸۳۹ وارد غزنی شد. اما با مشاهده دیوار ۷۰ فوتی و خندق سیل زده که از شهر محافظت می‌کرد مات و مبهوت ماندند. فقدان تجهیزات محاصره به این معنی بود که تنها راه انگلیسی‌ها برای تصرف این شهر حمله از جلو بود که منجر به تلفات سنگین می‌شد.
با این حال، سرهنگ تامپسون مهندس ارشد ارتش با بازجویی نمودن از سربازان افغانی اسیر شده فهمید که تمام دروازه‌های غزنی به جز دروازه کابل که در شمال بود، با سنگ و آوار بسته شده‌است. تامپسون دروازه را جاسوسی کرده و یک پیک افغان را دید که به شهر وارد می‌شود و گفته‌های زندانیان را تأیید می‌کند. بازرسی بیشتر نشان داد که از دروازه به راحتی محافظت می‌شود و به‌طور ناکافی از آن دفاع می‌شود. سپس تصمیم گرفته شد که از طریق دروازه کابل به شهر حمله شود. انگلیسی‌ها به دور شهر رفتند و در ضلع شمالی رو به دروازه کابل اردو زدند.
در حالی که نیروهای انگلیسی شهر را محاصره کرده بودند، شاه شجاع درانی و نیروهایش اردوگاهی را در چند مایلی شهر ایجاد کردند تا از هرگونه تلاش نیروهای افغان برای عقب‌نشینی جلوگیری کنند. در ۲۲ ژوئیه ۱۸۳۹، هزاران نفر غلجایی به گروه شاه شجاع حمله کردند اما همه‌شان نیز دفع گردیدند. با رانده شدن نیروهای امدادی افغان، انگلیس‌ها آماده حمله برای تصرف شهر بودند.
ساعت ۳ بامداد ۲۳ ژوئیه ۱۸۳۹، مهندسان هندی بنگال و بمبئی به سمت دروازه حرکت کردند. با نزدیک شدن مهندسان به دروازه توسط افغانهای داخل شهر مورد اصابت گلوله قرار گرفتند. توپخانه انگلیس شهر را بمباران کرده و مهندسان را هنگام رسیدن به دروازه پوشش می‌دادند. مهندسان باروت را کنار در انباشتند و انفجار بعدی دروازه را نابود کرد. سیگنال حمله داده شد و چهار هنگ به رهبری سرهنگ دوم دنی از درب شکسته عبور کردند. جنگ تاریک تن به تن در شب رخ داد. مدافعان افغان یک ضد حمله به راه انداختند که باعث قطع نیروهای پشتیبانی انگلیس شدند. نیروهای سرتیپ صالح از طریق دروازه برای ارتباط با افراد محاصره شده دنی مبارزه کردند، اما صالح به شدت زخمی شد. سپس انگلیسی‌ها به سوی مرکز شهر تمرکز کرده و با طلوع فجر شهر تصرف کردند. نیروهای انگلیس ۲۰۰ کشته و زخمی متحمل شدند در حالی که افغان‌ها تقریباً ۵۰۰ مرد و ۱۶۰۰ اسیر را از دست دادند و تعداد نامشخص آنها زخمی شد.